# Висока техничка школа струковних студија Звечан
Висока техничка школа струковних студија Звечан или Академија струковних студија косовско метохијска одсек Звечан је високошколска установа у Звечану акредитована по српским прописима.

## Историјат
Висока техничка школа струковних студија основана на основу Одлуке Извршног већа Аутономне Косовско-метохијске Области из 1961. године, када и започиње са радом. Школа је започела са радом у просторијама данашњег Факултета техничких наука у Косовској Митровици. Студије су трајале две године, а школовали су се инжењери металуршког, хемијско-технолошког и рударског одсека. Након отварања Рударско-металуршког факултета, који бива смештен у згради Више техничке школе, ова школа се 1974. године преместила у неодговарајуће просторије самачког блока у Косовској Митровици, чиме је остала без добро опремљених лабараторија и веома богатог фонда стручне литературе. Због неодговарајућих услова за рад, школа је 1983. године пресељена у адаптиране просторије старе основне школе у Звечану, на основу закључка Извршног већа СО Косовска Митровица, где је и данас смештена.

## Студијски програми

### Основне струковне студије
На основним струковним студијама, по упису за 2024/25 академску годину, постоје следећи студијски програми:
- Заштита од пожара
- Енергетика
- Производно машинство

### Специјалистичке струковне студије
На специјалистичким струковним студијама, по упису за 2024/25 академску годину, постоје следећи студијски програми:
- Заштита од пожара

### Мастер струковне студије
На мастер струковним студијама постоје, по упису за 2024/25 академску годину, следећи студијски програми:
- Машинско инжењерство
- Електротехничко инжењерство